# Jesualdo Ferreira
Manuel Jesualdo Ferreira (Mirandela, 24 mei 1946) is een Portugees voetbalcoach. Hij is sinds 2020 coach van Santos FC.

## Trainerscarrière
Ferreira is sinds 1981 actief in het trainersvak. In zijn prille trainersjaren van UD Rio Maior, SC União Torreense, Académica Coimbra, Atlético CP, SC União Torreense en CF Estrela Amadora. In 1992 werd hij aangesteld als assistent-trainer bij SL Benfica. In 1995 ging hij voor zijn eerste buitenlandse avontuur bij het Marokkaanse FAR Rabat. Daarna was hij vier jaar coach bij Portugal -21. Daarna coachte hij FC Alverca, SL Benfica, SC Braga en FC Porto. Op 17 juni 2010 tekende hij een driejarig contract bij het Spaanse Málaga CF. Al op 2 november 2010 kreeg hij er zijn ontslagbrief. Achttien dagen later werd hij aangesteld als de nieuwe coach van de Griekse topclub Panathinaikos. In december 2012 kreeg hij een administratieve job bij Sporting Lissabon. Op 7 januari 2013 werd hij aangesteld als opvolger van de ontslagen Franky Vercauteren. Hij eindigde met Sporting op een teleurstellende zevende plaats. Op 20 mei 2013 werd bekend dat hij vertrekt bij Sporting. Enkele weken later haalde SC Braga Ferreira terug, nadat hij de club al eerder coachte tussen 2003 en 2006.

## Erelijst
FC Porto
- Primeira Liga: 2006/07, 2007/08, 2008/09
- Taça de Portugal: 2008/09, 2009/10
- Supertaça Cândido de Oliveira: 2009

 Al-Zamalek
- Premier League: 2014/15
- Beker van Egypte: 2014/15

 Al-Sadd
- Qatar Stars League: 2018/19
- Beker van de kroonprins van Qatar: 2017
- Beker van de emir van Qatar: 2017
- Beker van sjeik Jassem van Qatar: 2017

Individueel
- CNID Beste Portugese Trainer: 2006/07, 2007/08, 2008/09
- Beste Trainer Egyptische Premier League: 2014/15
- Qatar Stars League Trainer van het Jaar: 2017, 2019